# Assassinat d'İsmail Erez
Ne doit pas être confondu avec Attentat du pont de Bir-Hakeim.
L'assassinat d'İsmail Erez, ambassadeur de Turquie en France, a lieu le 24 octobre 1975. Le diplomate et son chauffeur Talip Yener sont tués par balles par un commando des justiciers du génocide arménien à la sortie du pont de Bir-Hakeim à Paris. L'assassinat survient deux jours après celui de Daniş Tunalıgil (en), ambassadeur de Turquie en Autriche, perpétré par le même groupe. 

## Déroulement
De retour d'une réception à l'ambassade de Roumanie, İsmail Erez emprunte le pont de Bir-Hakeim pour rentrer à l'ambassade de Turquie, située de l'autre côté de la Seine. Vers 13 h 30, alors que son véhicule est sur le point de s'engager dans l'avenue du Président-Kennedy, un homme ouvre la portière et tire plusieurs coups dans sa direction. Un autre homme tire au travers du pare-brise sur son chauffeur, qui meurt sur le coup. Touché au thorax et au cou, İsmail Erez décède quant à lui une demi-heure plus tard malgré les tentatives du SAMU pour le réanimer. Entre-temps, le commando d'assassins, composé de trois personnes, est parvenu à fuir en direction de la station de métro Passy.

## Hommages aux victimes
Chaque 24 octobre, l'ambassadeur de Turquie en France rend hommage à İsmail Erez et Talip Yener en déposant une couronne de fleurs à proximité du lieu de leur assassinat,. 